# Bubsy in: Claws Encounters of the Furred Kind
Bubsy in: Claws Encounters of the Furred Kind (Bubsy en: Encuentros Filosos del Tipo Peludo en español) o conocido simplemente como Bubsy, es un videojuego de plataformas publicado por Accolade a principios de los 90. Es el primer juego de la saga de videojuegos de Bubsy. El título del juego es un juego de palabras entre el título en inglés de la película Encuentros Cercanos del Tercer Tipo (es decir, Close Encounters of the Third Kind) y la acción de defender el mundo por parte de Bubsy de los alienígenas invasores, ladrones de ovillos de lana. El juego tuvo una secuela, Bubsy 2, en 1994.

## Información básica
El primer juego de Bubsy fue lanzado en mayo de 1993 por Accolade para la SNES, y más tarde para la MegaDrive. El argumento se centra en una raza de aliens ladrones llamados "woolies" que han robado las provisiones de bolas de hilo del mundo (especialmente las de Bubsy, que poseía la mayor colección del mundo). Como era de esperar, Bubsy no está contento con la situación y se dispone a hacer morder el polvo a los Woolies.
El juego dispone de cinco mundos principales con tres niveles en cada uno, además de un nivel final al completar los primeros 15 niveles. Al final de cada mundo se da una contraseña para continuar el juego después de tener un "game over". En este juego, las continuaciones son objetos especiales que han de ser encontrados. 
En el juego hay varias animaciones con un estilo de dibujos animados. Por ejemplo si Bubsy choca contra un muro a gran velocidad, se desorientará con un cómico efecto de pájaros revoloteando sobre su cabeza (esta es una de las dos "lesiones" que no le matan; la otra es ser congelado por unos pocos segundos por un cono de helado, del que se descongela). Si el jugador no pulsa ningún botón después de deslizarse por un tobogán de agua, Bubsy se sacudirá toda el agua quedándole el pelo rizado durante unos segundos. En el tercer mundo, que representa un desierto del oeste, hay similitudes con un episodio del Coyote y el Correcaminos; Matt Berardo escribió la música. Las muestras de voz (realizadas por John A. S. Skeel) están presentes en la versión de MegaDrive pero fueron codificadas en PCM, mientras que las muestras en la versión de SNES se codifican en módulos individuales de SPC.

### Selección de vidas
- Easy 80 Vidas
- Normal 9 Vidas
- Hard 1 Vida
- Please 1-80 Vidas

### Selección de capítulos
- Chapter 1
- Chapter 2
- Chapter 3
- Chapter 4
- Chapter 5
- Chapter 6
- Chapter 7 (Into the Canyon)
- Chapter 8 (Into the Canyon)
- Chapter 9 (Into the Canyon)
- Chapter 10
- Chapter 11
- Chapter 12
- Chapter 13
- Chapter 14
- Chapter 15
- Chapter 16

## Bonus
- Tiempo Bonus 10 puntos
- Bola de Yarn 11 puntos

## Sistema de juego
El jugador mueve a Bubsy a izquierda y derecha por la pantalla con el D-pad, salta con el botón B y planea con el botón A. Los enemigos se derrotan saltando sobre ellos. Si tocas a un enemigo que no se cayendo sobre él, Bubsy perderá una vida. El jugador acumula puntos recolectando las madejas, derrotando a los enemigos y terminando el nivel. Las camisetas pueden dar vidas extra, invencibilidad e invisibilidad
Como es un lince rojo (una especie de felino salvaje), Bubsy empieza con siete vidas. Sin embargo, Bubsy es muy vulnerable ya que morirá instantáneamente si toca a un enemigo por un lado, es alcanzado por un proyectil enemigo, camina por algo puntiagudo, cae demasiado alto sin planear o cae al agua haciéndolo difícil de sobrevivir. Otro problema es la falta de agarre de Bubsy, que lo hace difícil de controlar y ocasiona numerosas muertes. Cada vez que Bubsy muere, se muestra una animación cómica típica en dibujos animados como un efecto acordeón (cuando es aplastado por las rocas en el tercer mundo) o agarrándose la garganta y sacando la lengua cuando se envenena.

## Super Bubsy para Windows 95
El grupo de desarrollo de ATI DirectX hizo una versión especial de Bubsy: Claws Encounters of the Furred Kind que sería el primer juego en usar las nuevas características 2D de DirectX en Windows 95. Esta versión, lanzada el 4 de enero de 1996, tenía gráficos redibujados a mayor resolución, nuevos elementos en el juego y el capítulo piloto de la serie de dibujos. Además de los elementos del juego original, hay televisores botantes que Bubsy puede recoger para desbloquear más dibujos animados.